# Albert Locher
Albert Locher (Stallikon, 7 januari 1849 - Zürich, 5 juli 1914) was een Zwitsers politicus.

## Achtergrond, studie en vroege carrière
Albert Locher was afkomstig uit een patriciërsgeslacht uit de stad Zürich. Hij studeerde van 1867 tot 1871 theologie in Zürich. Tijdens zijn studie sloot hij zich aan bij de Democratische Partij van het kanton Zürich. In 1872 werd hij plaatsvervangend dominee, van 1873 tot 1877 was hij dominee te Altikon en van 1877 tot 1880 was hij dominee te Wülflingen. Van 1879 tot 1893 was hij lid van de Kantonsraad van het kanton Zürich (1892-1893 voorzitter). Daarnaast maakte hij deel uit van de redactie van het Volksblatt. 
Locher was van 1880 tot 1893 was hij redacteur van de Landboten. 

## Voorzitter van de Regeringsraad van Zürich
Locher was van 1893 tot 1914 namens de Vrijzinnig Democratische Partij (FDP) lid van de Regeringsraad van het kanton Zürich. Hij beheerde achtereenvolgens de departementen van Binnenlandse Zaken, Economische Zaken en Onderwijs. In 1896, 1903 en in 1910 was Locher Voorzitter van de Regeringsraad (dat wil zeggen regeringsleider) van Zürich. 

## Federaal politicus
Locher was ook op federaal niveau actief als politicus. Hij was van 1888 tot 1893 lid van de Nationale Raad, van 1905 tot 1914 van de Kantonsraad. Van 1891 tot 1893 was hij voorzitter van het hoofdbestuur van de Schweizerische Grütliverein (nationaal georiënteerde arbeidersbeweging). Van 1907 tot 1911 was hij vicevoorzitter van de Vrijzinnig-Democratische Partij.
Deze liberale dominee behoorde zijn leven lang tot de linkerzijde van het politieke spectrum. Hij was zeer sociaal bewogen en hielp mee met de uitbouw van het sociale stelsel in zowel het kanton Zürich als in de Bondsrepubliek Zwitserland.
Locher overleed op 65-jarige leeftijd.